# Fußsohle (Felsritzung)

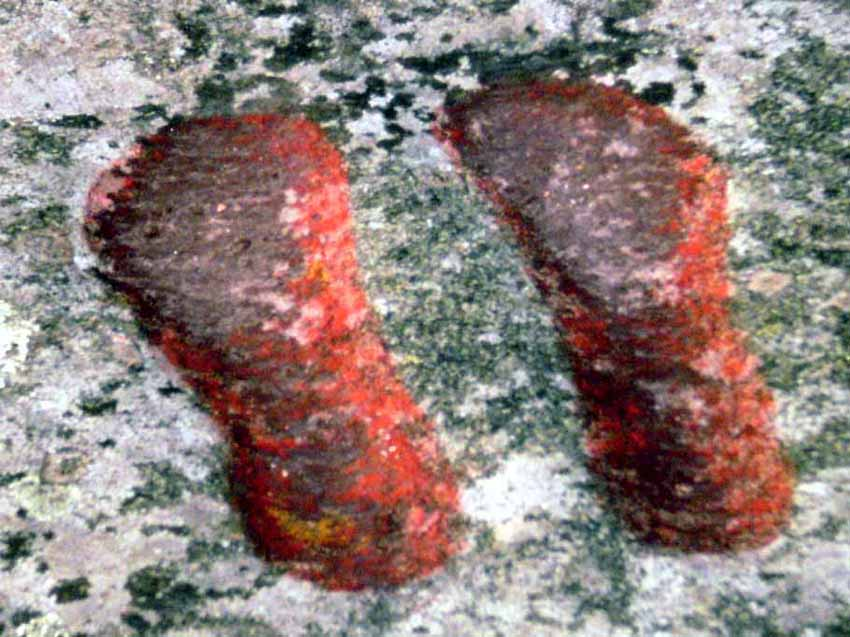
Fåglum (Västra Götalands län)

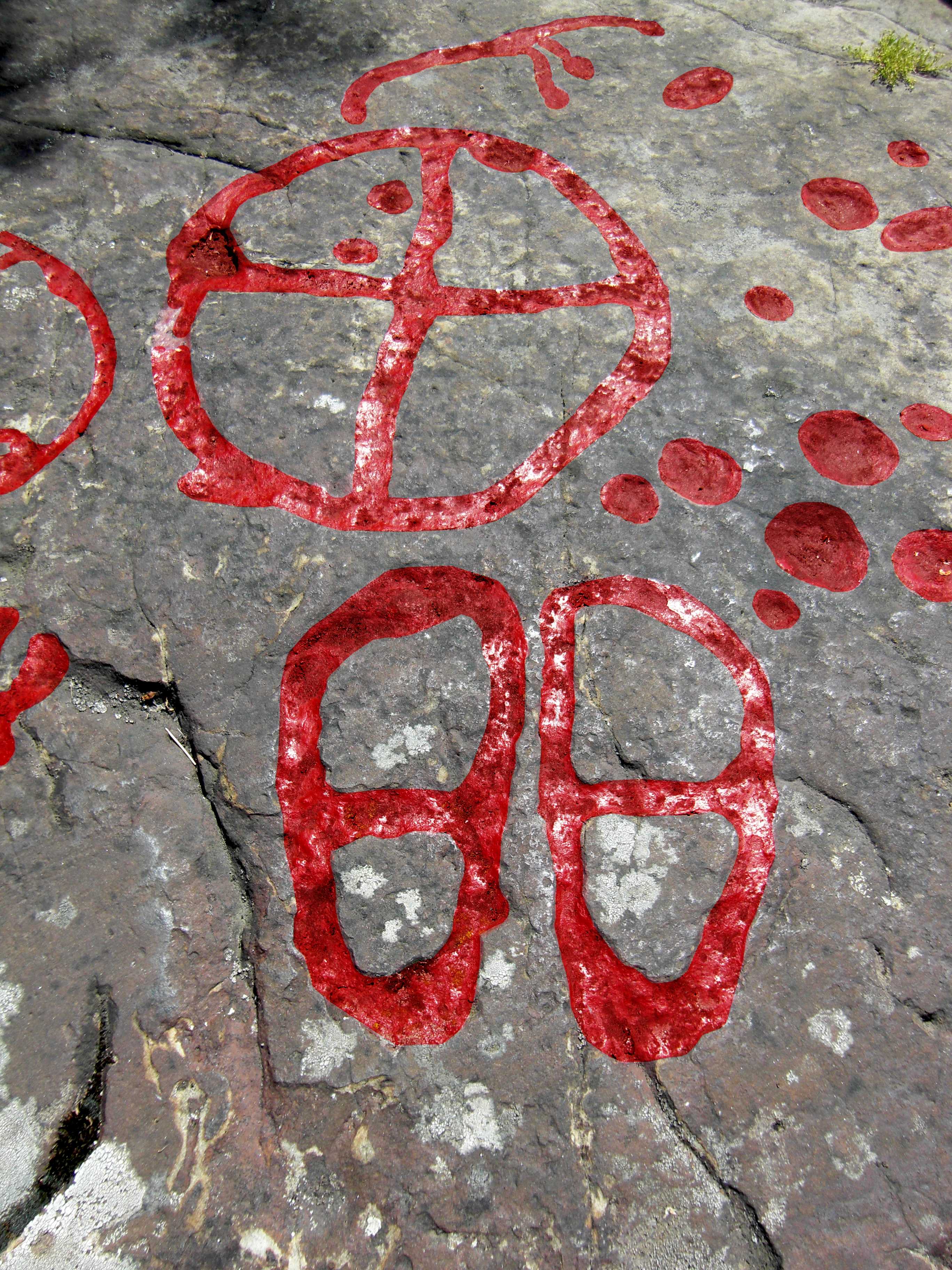
Fußsohlen, Schälchen und Radkreuz von Flyhov (Västra Götalands län)

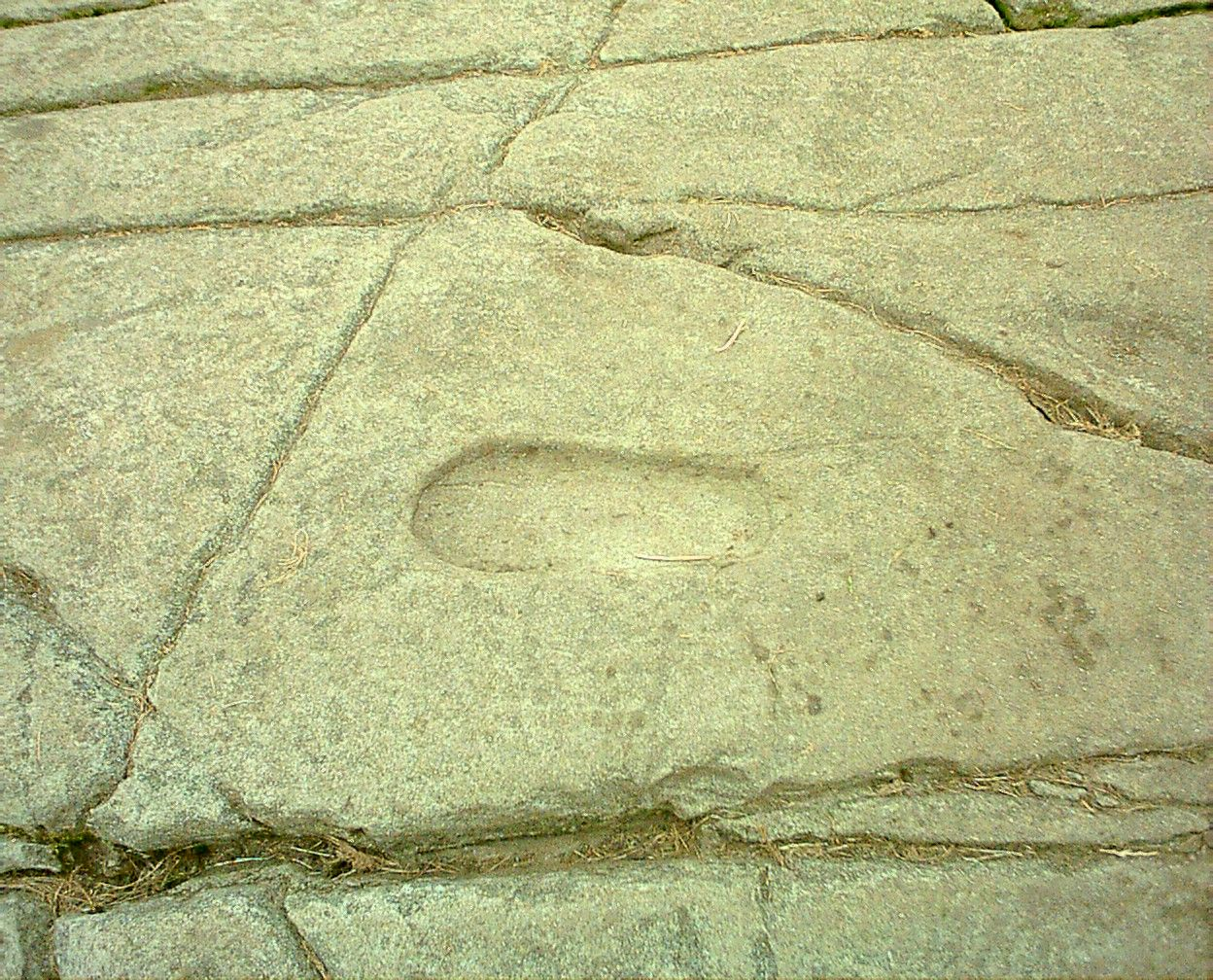
Replikat des Fußabdruckes von Dunadd in Schottland

Fußsohlen (mitunter auch Sandalen genannt – dänisch fodspor; englisch footprints; norwegisch Fotsåler; schwedisch fotsulor) sind ein häufiges Bildelement in Felsritzungen der Nordischen Bronzezeit. Es gibt sie als Petrosomatoglyphen (Ritzung von Körperteilen), hauptsächlich von Händen und Fußsohlen. Im Gegensatz zu den seit der Altsteinzeit in Höhlenmalereien bekannten Hand-Darstellungen sind Fußsohlen ein deutlich später erscheinendes Felsbildmotiv. Sie treten frühestens in der Jungsteinzeit in Skandinavien auf, gesichert und in großer Zahl erst in der Nordischen Bronzezeit, aber auch in England (Calderstones, Steinkiste von der Pool Farm) und als Petroglyphen auf Megalithen der Bretagne in Frankreich.

## Beschreibung
Manchmal sind die Füße einzeln dargestellt, in den meisten Fällen jedoch paarweise. Darstellungen von Fußsohlen gibt es in verschiedenen Formen:
- Mit einem Querstrich, der keine Ferse darstellt, jedoch wahrscheinlich den Riemen, der Sandalen in ihrer Position hält.
- Barfuß mit den Zehen (zum Beispiel in den Felsritzungen von Flyhov und in denen von Madsebakke).
- Gefüllt (Skredsvik RAÄ Nr. 101:2) oder als Vollumriss.

Es gibt einige Felsaufschlüsse, auf denen überwiegend (Felsritzungen von Järrestad) oder ausschließlich Fußsohlen dargestellt sind (Fåglum: 25 mal in Paaren und 20 mal einzeln; Feld 2 der Felsritzungen von Leirfall zeigt etwa 90 paarweise angeordnete Fußsohlen, Felsritzungen von Sporanes). Joakim Goldhahn untersuchte eine Röse, die auf einer Felsenplatte voller Fußabdrücke in Kindergröße errichtet wurde; ein extrem seltenes Beispiel. Es ist schwer zu sagen, wie viel Zeit zwischen der Fertigstellung der Ritzungen und der Errichtung der Röse verging; sicher ist, dass die Platzierung nicht zufällig erfolgte.
Der 1911 unter Schutz gestellte Pierre aux Pieds von Pisselerand im Département Savoie ist mit 35 Sohlenpaaren, 12 einzelnen Sohlen und 80 Schälchen übersät.
Der Stein von Scone, der eingearbeitete Fußabdrücke zeigt, ist auch unter den Namen Coronation Stone (Krönungsstein), Stone of Destiny (Stein der Vorsehung/Bestimmung) und gälisch Lia Fáil bekannt. Steine mit Fußabdrücken spielten im mittelalterlichen irisch-schottischen und später im britischen Krönungsritual eine Rolle.

## Podomorfos

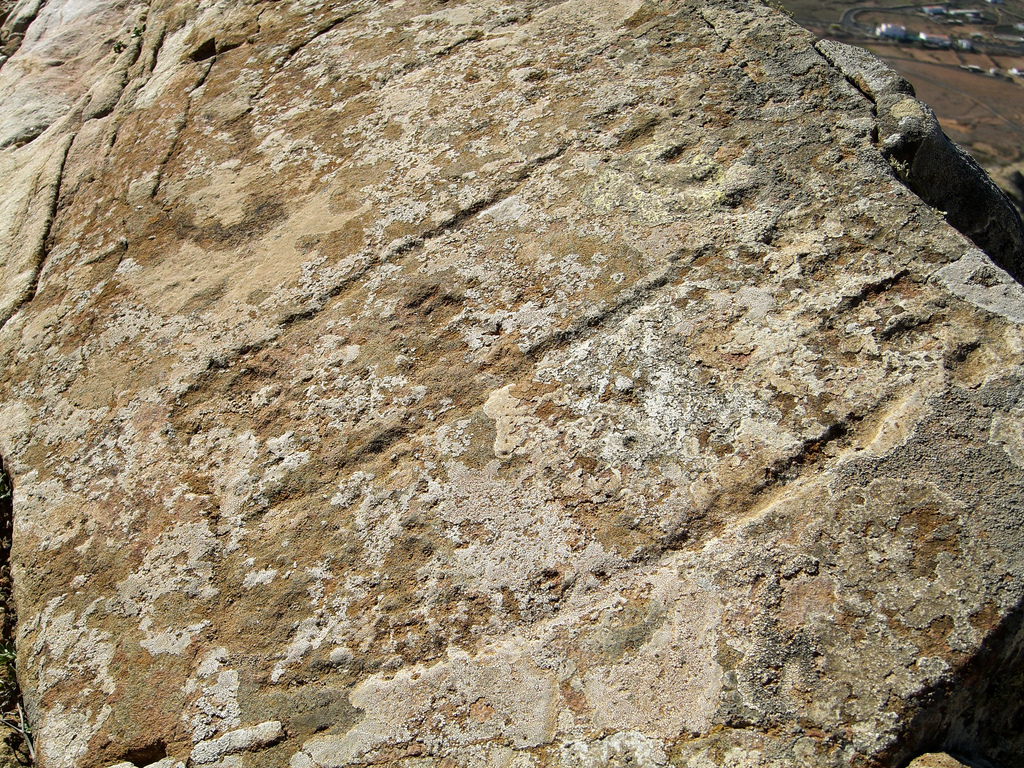
Podomorfos von Fuerteventura

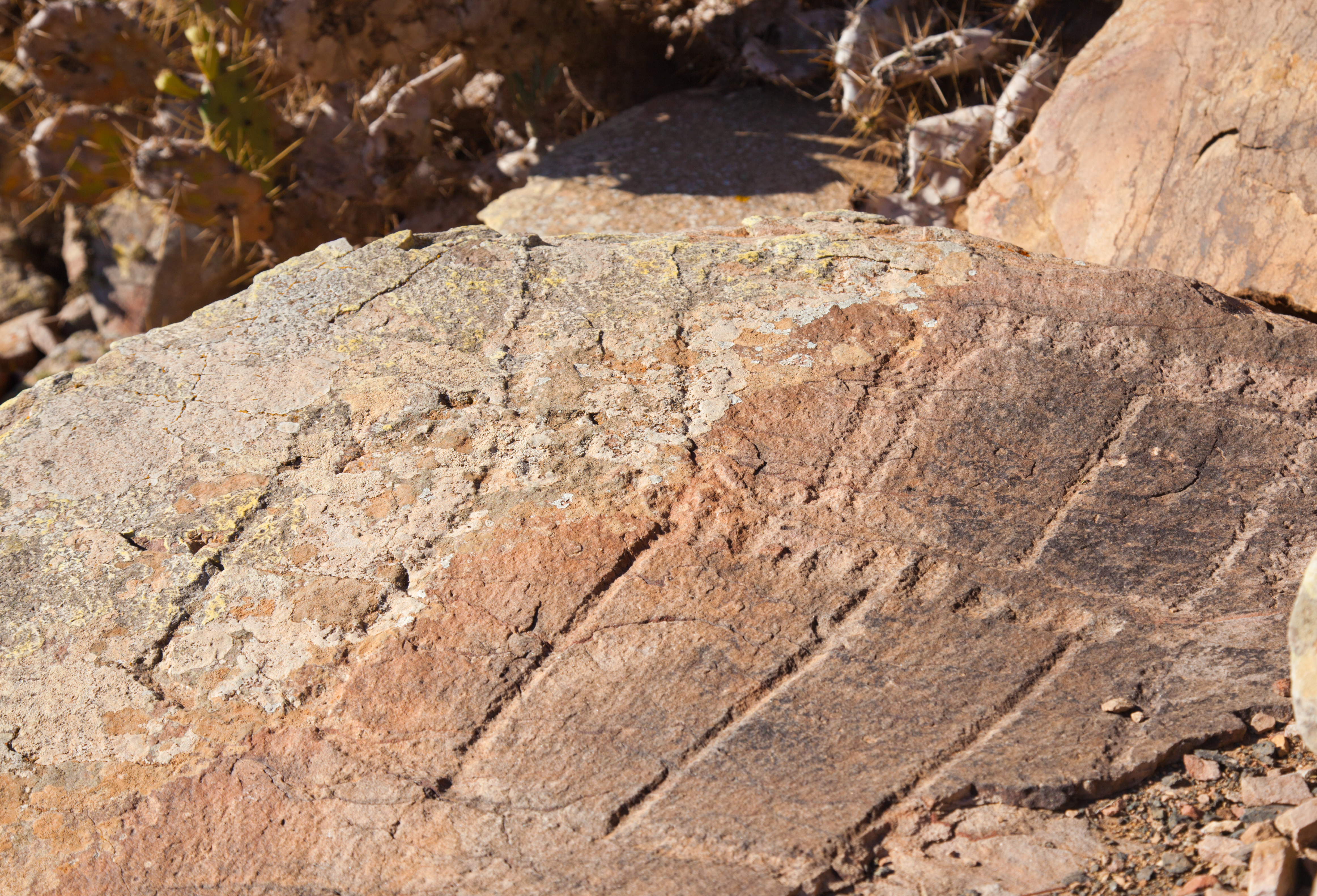
Podomorfos von Tindaya

Auf der Iberischen Halbinsel sind Fußsohlenritzungen (podomorfos) charakteristisch für die antiken Kulturen Galiciens (O Chan da Ferradura) und Portugals und für die keltiberische Kultur. In Portugal haben sie eine abgerundete Form, segmentiert oder nicht, und erscheinen oft in der Nähe von Wasserläufen.
Podomorfos wurden auch auf mehreren der Kanarischen Inseln gefunden. Am Berg Tindaya in La Oliva auf Fuerteventura wurden hunderte von Abbildungen menschlicher Füße, vermutlich von den Ureinwohnern der Insel, den Majoreros, in den Felsen eingeschlagen. Podomorfos sind auf Lanzarote an wenigstens acht Fundstellen dokumentiert. Einzelne Fundstellen gibt es auch auf El Hierro und Teneriffa.
Sohlenritzungen kommen auch in Sidi Maklouf (Algerien) und im Wadi Howar (Sudan) vor.

## Sandalensohlen
Eine Besonderheit z. B. in der Nekropole von Alapraia aber auch anderenorts in Portugal, sind Nachbildungen von Votiv-Sandalensohlen aus Kalkstein, die von Georg und Vera Leisner in steinzeitlichen Kuppelgräbern gefunden wurden und der Glockenbecherkultur zuzuordnen waren.